# Synsepalum fleuryanum
Synsepalum fleuryanum là một loài thực vật có hoa trong họ Hồng xiêm. Loài này được A.Chev. miêu tả khoa học đầu tiên năm 1943.